# Romauno
Romauno è stata un'emittente televisiva con sede a Roma.

## Storia
Nacque nel dicembre 2003 da un'iniziativa di Manlio Cerroni, proprietario della discarica di Malagrotta, ispirandosi al canale all-news NY1 (New York 1). RomaUno era diffusa sul canale 11 del digitale terrestre a Roma e Provincia, mentre via satellite era visibile sulla piattaforma Sky Italia sul canale 518.
È stato prevalentemente un canale di informazione locale, arrivando a trasmettere - nei primi anni di programmazione - un telegiornale ogni ora e, in generale, diversi programmi di approfondimento giornalistico, in diretta e a stretto contatto con i territori dei Municipi romani.
Alcuni giornalisti di questa emittente hanno avuto poi una carriera presso i canali televisivi maggiori: Mikaela Calcagno (in seguito conduttrice di Mediaset Premium), Alessandro Rampietti (in seguito cronista di Al Jazeera in lingua inglese), Helga Cossu (in seguito conduttrice di Sky TG24). Tra gli altri volti noti, Giulia Fossà (giornalista e scrittrice) e Michele Plastino (giornalista sportivo).
Nel 2014 la rete è stata venduta ad €1 (con €4.000.000 di debiti) all'imprenditore Fabrizio Coscione, ma la nuova proprietà, il 16 dicembre 2015, ha chiesto il concordato preventivo, il quale non è andato in porto. Il 29 gennaio 2016 il Tribunale di Roma ha decretato il fallimento della rete.
Dal 15 dicembre 2016 la rete con il marchio Roma Uno trasmette nuovamente sul canale 11 del digitale terrestre. Il 17 gennaio 2017 l'emittente è stata rilevata da Flavia Parnasi. Viene poi sostituita e rilevata da Canale Italia e sostituita da Canale Italia 11.